# ハッピー・デス・デイ 2U
『ハッピー・デス・デイ 2U』（原題: Happy Death Day 2U）は2019年のアメリカのホラーコメディ映画である。監督はクリストファー・B・ランドン、主演はジェシカ・ローテが務める。本作は2017年に公開された映画『ハッピー・デス・デイ』の続編である。

## ストーリー
9月19日の火曜日。車の中で目覚めたライアンは、寮の自分の部屋に戻ったところ、ルームメイトのカーターとその彼女ツリーがいちゃついているところに出くわしてしまう。二人の雰囲気をぶち壊し、部屋を追い出されたライアンは、研究仲間のサマーとドレーと共に実験的量子反応炉の研究を再開することにした。ところが、学部長のブロンソンによってプロジェクトは中止させられてしまう。その研究が何度か大学に停電を引き起こしたためであった。その後、意気消沈したライアンは使われていない研究室におびき寄せられてベイビーフェイスのマスクを被った何者かに殺されてしまう…と、そこで、再び19日火曜日に目が覚めるのであった。
同じ状況を繰り返すことを訝しむライアンだったが、その違和感＝デジャヴをカーターとツリーに伝えると、状況を察知したツリーは「18日の月曜日」を繰り返した自らの体験を説明する。そして、彼女とカーターはライアンを助けることにする。そこで、彼らは量子反応炉がタイムループを作るきっかけであることを知ることになる。その後、再びベイビーフェイスに追われることとなったライアンであったが、ツリーによってベイビーフェイスを捉えることに成功する。前作でベイビーフェイスの正体を暴いたため新たなベイビーフェイスが誰なのかわからないツリーであったが、捉えたベイビーフェイスのマスクをはぎ取ると、そこにいたのはライアンであった。ライアンが2人いる状況に混乱するツリーとカーター、そしてライアン本人であったが、2人目のライアンはタイムループを閉じるためにはオリジナルが死ななければならないと警告する。恐怖からライアンは量子反応炉を起動させ、総てをもとに戻そうとする。結果、量子反応炉は強力なエネルギーパルスを発し、その場にいた全員が意識を失うことになる…。
「18日の月曜日」にカーターの部屋のベッドの上で目を覚ましたツリー。再びタイムループを繰り返すことになったことに怒りを爆発させる彼女であったが、ふとしたことからタイムループのわずかな違いに気付く。ロリはベイビーフェイスの殺人鬼ではなく、カーターはダニエルの彼氏であった。混乱するツリーを前にしてライアンたちは、量子反応炉がツリーを別の次元に移動させたと結論づける。別の次元という結論に混乱するツリーは父親との会食の場に母親が現れたことで、この世界では母親がまだ生きていることを知る。母親が生きているという事実を前にツリーは、カーターが恋人ではないという世界を受け入れるか悩みつつも、この世界にとどまることにした。
その夜、ツリーは、連続殺人鬼ジョン・トゥームズが逃げる前に逃亡を防ごうと病院に向かうが、トゥームズを監視中の警官に誤解され手錠を掛けられてしまう。しかし、すぐにベイビーフェイスが警官をめった刺しにし、両手に手錠をかけられたツリーはその場を逃げ出す。逃走中にロリに遭遇したツリーは、彼女の口からトゥームズを手術のために連れて行っただけだと聞く。つまり、トゥームズがベイビーフェイスであるはずがないのである。ロリと一緒に改装中の階に逃げ込んだツリーであったが、先回りしたベイビーフェイスによってロリは刺し殺されてしまう。パニックからツリーは屋上に逃げ込み、ベイビーフェイスに追い詰められて、屋上から転落死する…。そして、彼女は再び「18日の月曜日」に戻ってしまうのだった。自らの境遇に呆れたツリーは、ライアンたちに自分がタイムループから脱出するのを手伝うことを要求する。研究は未だ不完全であったが、カーターからの提案によりツリーは研究を完成させるためのレコーダーとして作業を手伝うことになる。そして、毎回自分自身を殺してタイムループを繰り返し、記憶した不正アルゴリズムを「18日の月曜日」に持っていくことにする。しかし、繰り返す死によるダメージは着実にツリーを蝕んでいた。その結果、カーターのベッドで目覚めた何度目かの「18日の月曜日」に気絶してしまうことになる。病院で目を覚ましたツリーはトゥームズの凶行を止めるために警官から拳銃を奪い、ベイビーフェイスを撃ち殺す。しかし、2人目のベイビーフェイスが現れ、絶体絶命の状況を脱するためにツリーはガスボンベを撃ち、ベイビーフェイスを巻き添えに爆死する。
そして、ツリーの体を張った協力の甲斐もあり、ライアンたちはついに正しいアルゴリズムを発見する。しかし、残念ながら技術的な問題により遅れを余儀なくされることになる。一方で、タイムループの閉鎖が近づく中、タイムループを閉じたときにどちらの世界にいたいかという選択に直面して、ツリーは母親との生活を選択し現在の次元に留まることを決める。ツリーの選択を前にして、カーターは彼女に自分のものではない人生を生きることの結果を考えるように勧め、母親を失ったという悲しい経験が今の彼女を形作っているのだと伝える。カーターの言葉を聞き入れず、両親と病院から離れるようにしてモーテルに閉じこもるツリー。しかし、ふとしたことからこの世界での母親との思い出がないことに気付かされ、この世界が自分の知る世界ではないとツリーは思い知らされる。そして、夜のニュースでカーターが病院でロリを救おうとして殺害されたと報じられたことから、ライアンたちに実験を中止するように連絡しようとするツリーであったが連絡がつながらず、ツリーは量子反応炉の起動を止めるために変電所に車ごと突っ込むことで、カーターとロリを救う。再び「18日の月曜日」に巻き戻ったツリーは、会食の席で母親と話したことで決心する。過去に生きるよりも本当の自分の世界に生きることを。ツリーはロリにバトラー先生との不倫関係を終わらせるように忠告し、ダニエルがカーターを騙して浮気している現場を目撃する。そして、母親と最後の会話をし、一緒にバースデーをお祝いする。
いざ量子反応炉を起動しようとしたその時、ブロンソン学部長が起動前の量子反応炉を没収してしまう。再びタイムループを乗り切るには体が弱りすぎているかもしれないと考えたツリーは、装置を奪還すべきだと主張する。ライアンたちは、自分たちが量子反応炉を回収している間、ダニエルをブロンソン学部長の気をそらすように仕向ける。ライアンたちがその装置を準備している間、ツリーはロリをトゥームズから救うため病院に行き、間髪入れずにトゥームズを射殺する。そして、2人目のベイビーフェイスと対峙する。拳銃を向けられたベイビーフェイスがマスクをとると、そこから現れた顔はバトラー医師であった。彼はロリとの関係を清算しようとしていたのだ。バトラーを追い詰めたのもつかの間、彼の妻ステファニーが現れ、ロリを撃つ。ステファニーもグルだったのだ。しかし、バトラーは彼女を裏切り、彼女に発砲する。隙をついて逃げ出したツリーはMRI検査室に逃げ込み、機転を利かせることでバトラーを殺す。腹部を撃たれたもののロリは現場が病院だったことが幸いしたため生き残り、ライアンたちの量子反応炉の起動を妨害しようとするブロンソン学部長との攻防の陰で、起動の瞬間にツリーとカーターは口づけを交わすのであった。そして、19日の火曜日を迎えた元々の世界に戻ってきたツリーはカーターに確認する。「ダニエル」と。カーターの返事は「誰？」であった。
ブロンソン学部長から罰として校内清掃を言い渡されたツリー、カーター、ライアン、サマー、ドレーは、清掃中にDARPAのラボへと連れ出され、そこでさらなる実験のために借しだされていた量子反応炉を発見する。タイムループに閉じ込められる被験者がかわいそうだと言うカーターであったが、ツリーはうってつけの被験者を紹介する。
寝室で、ダニエルが恐怖で叫んで目を覚ましたのであった。

## 登場人物

### 主要人物
テレサ・“ツリー”・ゲルブマン（Theresa "Tree" Gelbman）
演：ジェシカ・ローテ
主人公。通称ツリー。前作にて誕生日に殺されては同じ誕生日の朝に戻ってしまう悪夢のタイムループを経験した。
本作ではループから抜け出し平穏な毎日を送るはずだったが、ライアンがシシーを起動させたことにより、別次元の「18日の月曜日」に戻されてしまう。
日本語吹替え版ではツリーではなく、トリーと呼ばれている。
カーター・デイヴィス（Carter Davis）
演：イズラエル・ブルサード
ツリーの恋人。面倒見のいい好青年で、映画好き。別次元ではダニエルの恋人となっているが、良心的な態度は変わらずツリーに付き添ってくれる。
ライアン・ファン（Ryan Phan）
演：フィー・ヴ
カーターのルームメイト。アジア系で言葉遣いが汚い。本作では前作のツリーと同様、殺されては同じ日を迎えるという悪夢のタイムループを経験することになる。
卒論プロジェクトにて、時間を分子レベルで減速できる実験装置「シシュポス量子冷却反応器（通称シシー）」を開発しており、それが時間のループを引き起こしていた。

### ベイフィールド大学内の人物
サマール・ゴーシュ（Samar Ghosh）
演：スラージ・シャルマ
ライアンの研究仲間で、「シシー」を開発した一人。インド系でチュロスが好物。
アンドレ・“ドレ”・モーガン（Andrea "Dre" Morgan）
演：サラ・ヤーキン
ライアンの研究仲間で、「シシー」を開発した一人。アフロ頭と太眉が特徴。
ダニエル・ボーズマン（Danielle Bouseman）
演：レイチェル・マシューズ
意識高い系女子で、ツリーも所属するグループ「カッパ会」のリーダー。ロリの死によって入会希望者が激減したことに腹を立てている。
別次元ではカーターと付き合っており、言動や考え方もだいぶ柔らかくなっている。ただし、ナルシストなのは変わっていない。
ロリ・シュペングラー（Lori Spengler）
演：ルビー・モディーン
ツリーの元ルームメイトにして前作の犯人。
別次元ではグレゴリーとうまくいっており、ツリーに対する殺意を一切持っていない。それどころか新たな殺人鬼から命を救ってくれる。
ディーン・ロジャー・ブロンソン（Dean Roger Bronson）
演：スティーヴ・ジシス
ベイフィールド大学学部長。ライアンの卒論プロジェクトにより大学内で4度の停電が起こったため、彼の研究を阻止しようとする。編み物が趣味。
グレゴリー・バトラー（Gregory Butler）
演：チャールズ・エイトキン
ベイフィールド大学の講師で、附属病院でも勤務している。前作ではツリーやロリと不倫していた。
別次元ではロリとのみ不倫しており、ツリーとの面識はない。
ティム・バウアー（Tim Bauer）
演：カレブ・スピルヤーズ
ゲイの男子大学生。ツリーと一夜をともにしたことがある。
ニック・シムズ（Nick Sims）
演：ブレイン・カーン3世
ダニエルが好意を寄せていた男子大学生。知性が足りない。

### 学外の人物
ステファニー・バトラー（Stephanie Butler）
演：ローラ・クリフトン
グレゴリーの妻。
ジュリー・ゲルブマン（Julie Gelbman）
演：ミシー・イェーガー
ツリーの母親。故人。ツリーとは誕生日が同じ。しかし、別次元では生きており、その存在がツリーを別次元に留まらせようと決心させる。
デヴィッド・ゲルブマン（David Gelbman）
演：ジェイソン・ベイル
ツリーの父。
ジョン・トゥームズ（John Tombs）
演：ロブ・メロ
連続殺人犯。別次元においても、大学の附属病院に運び込まれ拘束される。
パーカー博士（Dr. Parker）
演：ケネス・イスラエル
国防高等研究計画局（DARPA）所属の研究員。

## キャスト
※括弧内は日本語吹き替え。
- テレサ・“ツリー”・ゲルブマン - ジェシカ・ローテ（行成とあ）
- カーター・デイヴィス - イズラエル・ブルサード（中村章吾）
- ライアン・ファン - フィー・ヴ（虎島貴明）
- サマール・ゴーシュ - スラージ・シャルマ
- アンドレ・“ドレ”・モーガン - サラ・ヤーキン
- ダニエル・ボーズマン - レイチェル・マシューズ（山中まどか）
- ロリ・シュペングラー - ルビー・モディーン（うえだ星子）
- ディーン・ロジャー・ブロンソン - スティーヴ・ジシス
- グレゴリー・バトラー - チャールズ・エイトキン（志賀麻登佳）
- ステファニー・バトラー - ローラ・クリフトン
- ジュリー・ゲルブマン - ミシー・イェーガー
- デヴィッド・ゲルブマン - ジェイソン・ベイル
- ティム・バウアー - カレブ・スピルヤーズ（塩見宗真）
- ジョン・トゥームズ - ロブ・メロ（佐々木薫）
- パーカー博士 - ケネス・イスラエル
- ニック・シムズ - ブレイン・カーン3世
- ベッキー・シェパード - カメリア・スミス
- デモ運動を行う学生 - テネア・イントリアゴ
- エミリー - トラン・トラン
- キース・ランブリー - ラムジー・アンダーソン

## 製作
2017年10月1日、クリストファー・B・ランドンは『ハッピー・デス・デイ』の続編のアイデアがあると述べた。2018年5月1日、ブラムハウス・プロダクションズは『ハッピー・デス・デイ』の続編の製作を正式に発表し、ランドン監督及びジェシカ・ローテ、サラ・ヤーキン、イズラエル・ブルサードの続投、スラージ・シャルマの起用が明かされた。2日、ルビー・モディーンも続投することになったと報じられた。14日、本作の主要撮影がルイジアナ州ニューオーリンズで始まった。21日、レイチェル・マシューズの続投が発表された。

## 公開
2018年9月26日、ユニバーサル・ピクチャーズは本作のタイトルが『Happy Death Day 2U』に決まったと発表した。10月19日、本作のポスター第1弾が公開された。11月30日、本作の予告編が公開された。
当初、本作は2019年2月14日に全米公開される予定だったが、その日はマージョリー・ストーンマン・ダグラス高校銃乱射事件から1周年を迎える節目の日でもあった。事件の遺族からの要請を受けて、本作の全米公開日は同月13日に前倒しされることになった。

## 興行収入
本作は『ロマンティックじゃない?』及び『アリータ: バトル・エンジェル』と同じ週に封切られ、公開初週末に1700万ドル前後を稼ぎ出すと予想されていた。しかし、2019年2月13日に全米3027館で公開された本作は、公開初週末に947万ドルを稼ぎ出したものの、週末興行収入ランキングは初登場5位となった。この数字は前作の数字（2603万ドル）を大きく下回るものでもあった。

## 評価
本作は批評家から好意的に評価されている。映画批評集積サイトのRotten Tomatoesには176件のレビューがあり、批評家支持率は68%、平均点は10点満点で5.92点となっている。サイト側による批評家の見解の要約は「前作よりコメディ色が強くなり、SF的な仕掛けもある。『ハッピー・デス・デイ 2U』には前作ほどの新鮮味はないが、前作のファンが楽しめる出来には仕上がっている。」となっている。また、Metacriticには31件のレビューがあり、加重平均値は57/100となっている。なお、本作のシネマスコアはBとなっている。

## 続編の可能性
公開前のインタビューにおいて、クリストファー・B・ランドン監督は「続編の構想がすでにある」と述べており、プロデューサーのジェイソン・ブラムも「ヒットすれば続編を作るつもりだ」という主旨の発言をしていたが、本作の興行収入が伸び悩んだことを受けて、ブラムは「第3作が製作される可能性がないとは言い切れないが、その可能性は低い」と述べた。2019年8月、ランドン監督が「第3作の大枠は既に出来上がっており、映画化されることがなかったとしても、それをどこかで公開するつもりだ」という趣旨の発言をした。2020年2月、ブラムは「続編を製作するという考えはまだある」と述べた。